# سدارویل (کالیفرنیا)
سدارویل (به انگلیسی: Cedarville) یک منطقهٔ مسکونی در ایالات متحده آمریکا است که در شهرستان مودوک، کالیفرنیا واقع شده‌است. سدارویل ۱۴٫۱۰۴ کیلومتر مربع مساحت و ۵۱۴ نفر جمعیت دارد و ۱٬۴۱۸ متر بالاتر از سطح دریا واقع شده‌است.